# Alfândega (Manaus)
A Alfândega de Manaus, ou Alfândega e Guardamoria, é um conjunto arquitetônico localizado no Centro da cidade de Manaus, no Brasil. Foi construído na primeira década do século XX e hoje faz parte do Conjunto Arquitetônico do Porto de Manaus, tombado como patrimônio histórico nacional em 1987. Os dois prédios foram construídos pela firma inglesa Manaos Harbour Limited, como parte do contrato de concessão do porto da cidade.
É um edifício pré-fabricado de estilo eclético com um misto de elementos medievalistas e renascentistas. O prédio da alfândega, com sua torre e farol edificados com o mesmo material e estilo do edifício completo. O edifício da Alfândega foi construído em blocos de tijolos aparentes, pré-montados importados da Inglaterra, como uma reprodução dos prédios londrinos do início do século XX.

## História
Uma das cláusulas do contrato assinado entre Governo Federal e a firma vencedora da concorrência para a construção do Porto, estipulou como “obrigatório à construção e doação do edifício necessário e apropriado para a administração da Alfândega”.
A planta e orçamento, realizados pelo engenheiro arquiteto Edmund Fisher, ficaram prontos em 1903, mas somente em 1906 o prédio começou a ser construído. Anexa a Alfândega está a Guardamoria, construída no mesmo período e com o mesmo estilo arquitetônico, destinada ao policiamento fiscal nos portos e a bordo dos navios. Este prédio possui uma torre com farol construído em aço e, na época, sua iluminação de arco voltaico produzia uma luz de grande intensidade. Sua inauguração, porém, ocorreu somente três anos mais tarde, em 17 de janeiro de 1909. Já as obras do porto foram concluídas no final da década de 10.
Escritório da Manaos Harbour Limited
Edifício projetado para funcionar como escritório geral da empresa no pavimento inferior e moradia dos diretores no pavimento superior.
O projeto do prédio é da autoria dos arquitetos H.M. Fletcher e G. Pinkerton. A construção foi concluída em 1907.